# Maksim Malaj

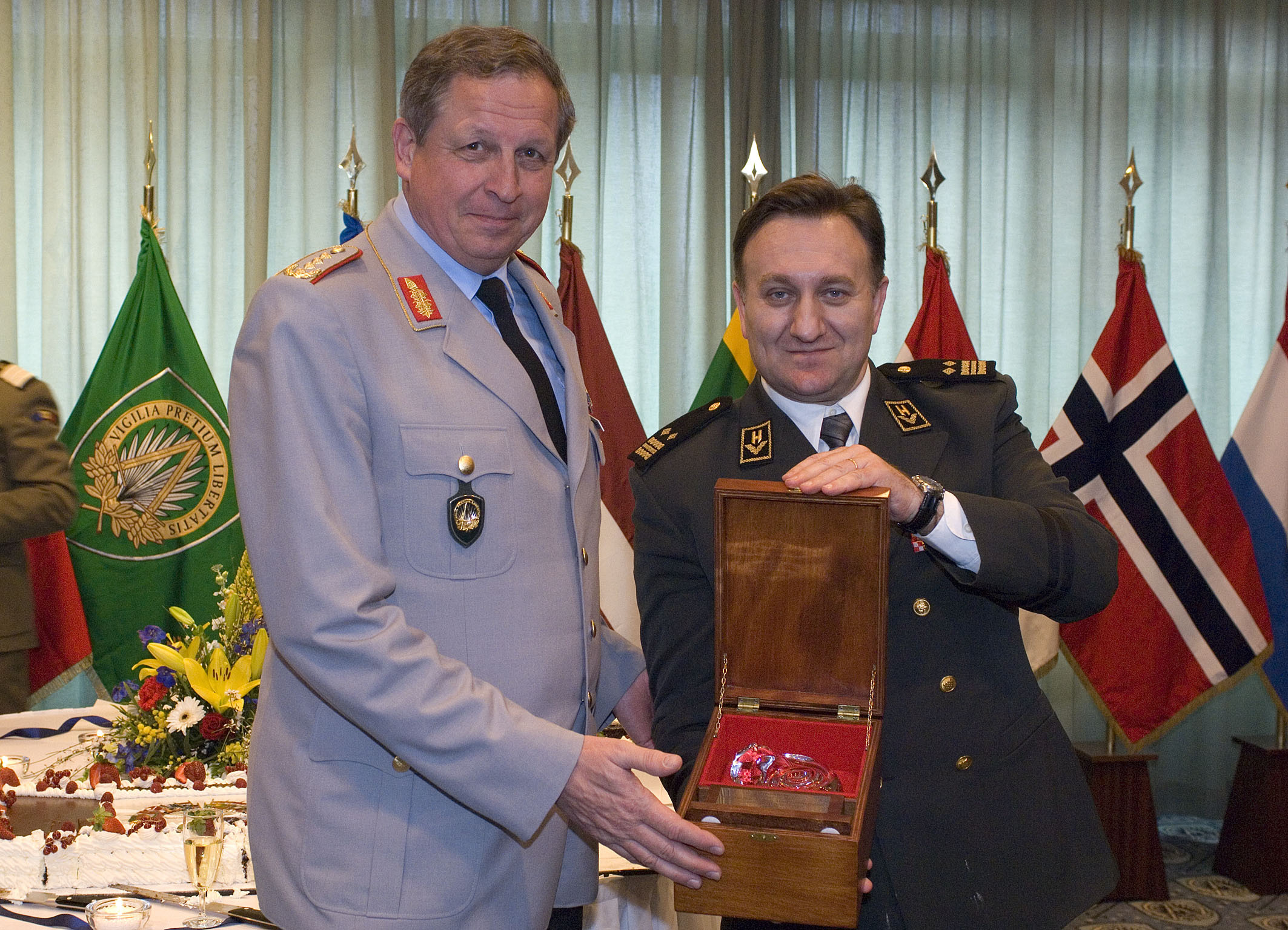
Maksim Malaj mit General Karl-Heinz Lather 2009 bei der Aufnahme Albaniens in die NATO

Maksim Malaj (* 13. Dezember 1958 in Vlora) ist ein albanischer Generalmajor, der zwischen 2008 und 2011 Chef des Generalstabes der Streitkräfte FASH (Forcat e Armatosura të Shqipërisë) sowie zugleich Kommandeur des Gemeinsamen Streitkräftekommandos (Komanda e Forcës së Bashkuar) war.

## Leben
Malaj absolvierte zwischen 1978 und 1981 eine Offiziersausbildung an der Militärakademie in Tirana und war im Anschluss zwischen 1981 und 1982 Schießlehrer sowie danach von 1982 bis 1987 Ausbildungsinstrukteur an der Militärschule in Zall-Herr. Daraufhin war er in den Jahren 1987 und 1988 Instrukteur in der Operationsabteilung der 8. Infanteriedivision und danach bis 1989 als Kommandeur eines Infanteriebataillons, ehe er von 1989 bis 1990 Kommandeur eines Territorialbataillons war. Daraufhin absolvierte er zwischen 1990 und 1992 einen Lehrgang an der Verteidigungsakademie in Tirana und wurde während dieser Zeit 1991 zum Hauptmann (Kapiten) befördert. Er war zwischen 1992 und 1993 erneut Instrukteur in der Operationsabteilung der 8. Infanteriedivision sowie im Anschluss von 1993 bis 1994 Chef für Operationen der Infanteriebrigade.
1994 wurde Malaj zum Major befördert und war zwischen 1994 und 1997 abermals Instrukteur in der Operationsabteilung der Infanteriedivision. 1997 erfolgte seine Beförderung zum Oberstleutnant (Nënkolonel). Er bekleidete daraufhin von 1997 bis 2005 das Amt des Generalinspektors der Inspektionsabteilung des Verteidigungsministeriums. Zugleich fungierte er 2001 als militärischer Repräsentant im Waffenkontrollzentrum RACVIAC (Regional Arms Control Verification and Implementation Assistance Center) in Kroatien und wurde zudem 2002 zum Oberst (Kolonel) befördert. Er war zwischen 2005 und 2007 als Chef des Stabes der Schnellen Eingriffsbrigade (Brigada e Reagimit të Shpejtë) und absolvierte während dieser Zeit 2006 einen Lehrgang für Verteidigungs- und Sicherheitsstudien am George C. Marshall Europäischen Zentrum für Sicherheitsstudien (GCMC) in Garmisch-Partenkirchen. Im Anschluss war er von 2007 bis 2008 Kommandeur der Schnellen Eingriffsbrigade und erhielt zuletzt 2008 seine Beförderung zum Brigadegeneral (Gjeneral Brigade).
Am 16. Juni 2008 löste Malaj, der zugleich zum Generalmajor (Gjeneral Major) befördert wurde, Generalleutnant Luan Hoxha als Chef des Generalstabes der Streitkräfte FASH (Forcat e Armatosura të Shqipërisë) ab. Zugleich war er zwischen Juni 2008 und April 2010 Kommandeur des Gemeinsamen Streitkräftekommandos (Komanda e Forcës së Bashkuar). Am 8. August 2011 wurde er von Brigadegeneral Xhemal Gjunkshi als Chef des Generalstabes der Streitkräfte abgelöst.
Aus seiner Ehe mit Luljeta Malaj gingen zwei Kinder hervor.

## Weblink
- Eintrag in prabook.com

| Personendaten    | Personendaten            |
| ---------------- | ------------------------ |
| NAME             | Malaj, Maksim            |
| KURZBESCHREIBUNG | albanischer Generalmajor |
| GEBURTSDATUM     | 13. Dezember 1958        |
| GEBURTSORT       | Vlora, Albanien          |